# Северо-Американский союз
Северо-Американский союз —  проект объединения США с Мексикой и Канадой по модели Евросоюза. Лидеры всех трёх североамериканских государств заявили, что на данный момент не существует официальных планов подобного слияния. Несмотря на это, в академической среде был разработан план слияния. План был опубликован в докладе американского Совета по международным отношениям за 2005 год «Создание Североамериканского сообщества».
В докладе предполагается достижение следующих целей:
- Создание к 2010 году Североамериканского экономического и оборонного блока (сообщества).
- Создание управленческих структур, необходимых для функционирования Североамериканского блока.
- Усиление североамериканской конкурентоспособности путём введения общих внешнеторговых тарифов.
- Развитие (свободного) движения через границы для жителей Северной Америки (при помощи биометрических индикаторов).
- Принятие единого плана охраны границ (для борьбы с терроризмом и проникновением террористов предлагается создание единого трёхстороннего центра обучения сотрудников правоохранительных органов).
- Сокращение пропасти в (экономическом) развитии Мексики и США — для этой цели США и Канада создадут Североамериканский Инвестиционный Фонд.
- Развитие общей североамериканской энергетической и сырьевой стратегии.
- Углубление педагогических связей, культурного обмена и программы подготовки учителей.
- Введение в обращение «амеро» — новой общей валюты, которая заменит канадский доллар, доллар США и мексиканское песо.
- Создание супермагистрали NAFTA, соединяющей Мексику, США и Канаду.